# Greatest Hits (Scandal-album)
A Greatest Hits (vagy Greatest Hits: European Selection) a Scandal japán pop-rock együttes harmadik válogatásalbuma, amely 2015. május 4-én jelent meg a JPU Records kiadó gondozásában, kizárólag Európában. A lemezen szereplő dalokat a JPU közösségi hálóin választották ki a rajongók, illetve Tom Smith, a vállalat alapítója. A kiadványból előrendelésben elkelt az összes példány.

## Számlista
| 1.  | Doll                                                       | Tomomi                                 | Tokita Szatosi            | Nisikava Szuszumu, Scandal       |  |
| 2.  | Harukaze                                                   | Scandal, Norijaszu Issiki              | Norijaszu Issiki          | Acusi                            |  |
| 3.  | Midnight Television                                        | Scandal, Hajama Aidzsi, Kubota Szacsio | Hosi Kacu, Kubota Szacsio | Hosi Kacu                        |  |
| 4.  | Sódzso S (少女S)                                           | Tomomi                                 | Tadzsika Juicsi           | Iidzsima Ken                     |  |
| 5.  | Love Survive                                               | Haruna, Tanaka Hidenori                | Tanaka Hidenori           | Acusi                            |  |
| 6.  | Queens Are Trumps                                          | Mami                                   | Bu-ni                     | Bu-ni                            |  |
| 7.  | Scandal Baby                                               | Tomomi, Tadzsika Juicsi                | Tadzsika Juicsi           | Kavagucsi Keita, Tadzsika Juicsi |  |
| 8.  | Taijó to kimi ga egaku Story (太陽と君が描くSTORY)         | Tomomi, Tanaka Hidenori                | Tanaka Hidenori           | Fudzsii Takesi, Kavagucsi Keita  |  |
| 9.  | Koshi-Tantan                                               | Aki Jóko, Scandal                      | Nisikava Nigiki           | Nisikava Nigiki                  |  |
| 10. | Sunkan Sentimental (瞬間センチメンタル)                    | Scandal, Kobajasi Nacumi               | Tadzsika Juicsi           | Kavagucsi Keita                  |  |
| 11. | Avanai cumori no, genki de ne (会わないつもりの、元気でね) | Janagiszava Rjóta                      | Janagiszava Rjóta         | Kavagucsi Keita                  |  |
| 12. | Kagen no cuki (下弦の月)                                   | Takashi Yamaguchi                      | Takashi Yamaguchi         | Takashi Yamaguchi                |  |
| 13. | Pride                                                      | Tomomi, Tanaka Hidenori                | Tanaka Hidenori           | Kavagucsi Keita                  |  |
| 14. | Sakura Goodbye (SAKURAグッバイ)                            | Tomomi, Masterworks                    | Masterworks               | Kubota Kotaro                    |  |
| 15. | Szajonara My Friend (さよならMy Friend)                    | Tomomi, Inui Hirosi                    | Inui Hirosi               | Kavagucsi Keita                  |  |